# مورچه‌گیرک شکم‌سیاه
مورچه‌گیرک شکم‌سیاه (نام علمی: Formicivora melanogaster) نام یک گونه از سرده مورچه‌اوبارها است.